# Kolonialdistrikt Holsteinsborg

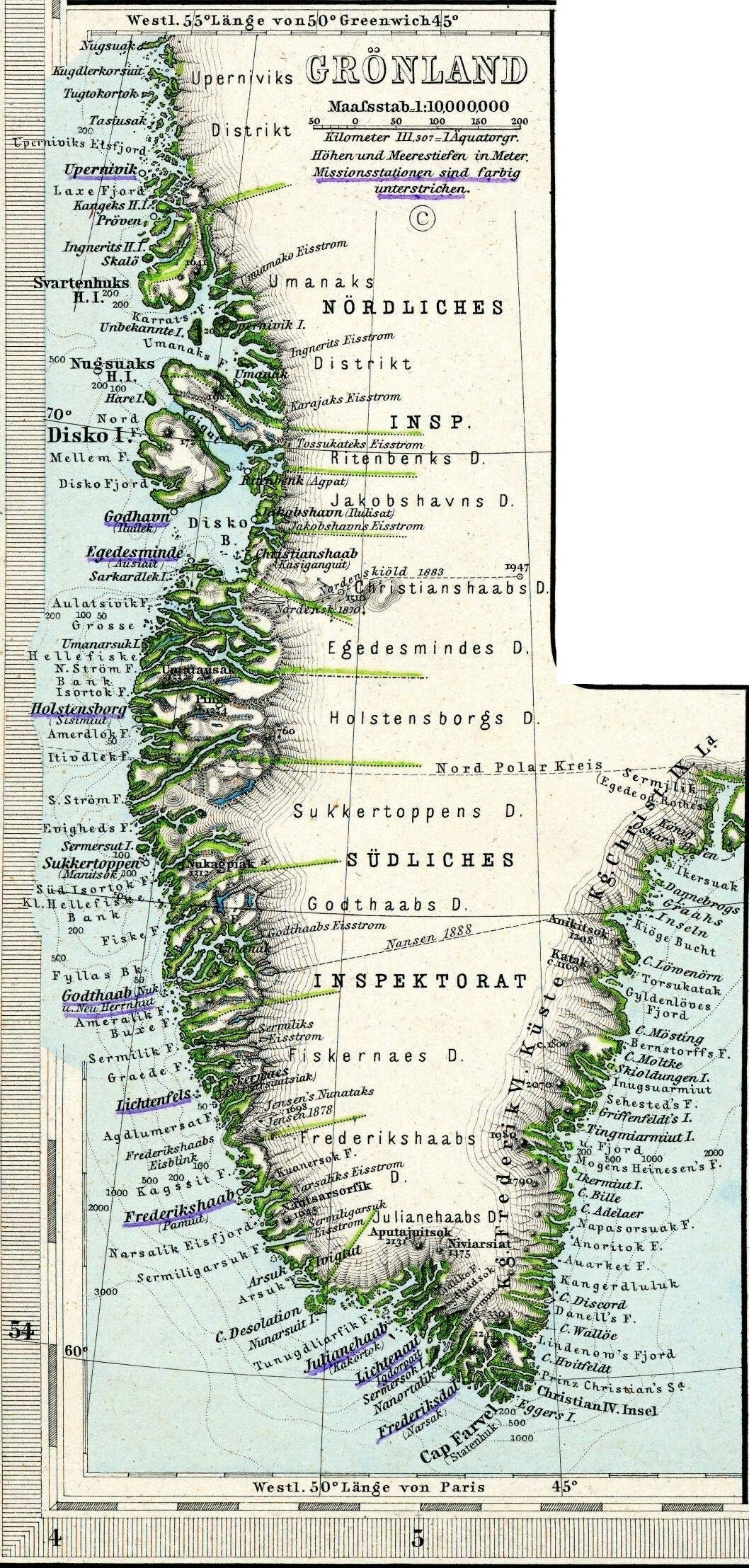
Ausschnitt aus einem Atlasblatt im Stielers Handatlas

Der Kolonialdistrikt Holsteinsborg war ein Kolonialdistrikt in Grönland. Er bestand von 1756 bis 1950.

## Lage
Der Kolonialdistrikt Holsteinsborg war der nördlichste Südgrönlands. Im Norden reichte er bis zum Fjord Nassuttooq, an den der Kolonialdistrikt Egedesminde angrenzte. Im Süden war er durch den Kangerlussuaq vom Kolonialdistrikt Sukkertoppen abgegrenzt.

## Geschichte

### Bis zur Kolonialzeit
Das Distriktgebiet wurde im Mittelalter wohl von den Grænlendingar besucht, mit Sicherheit aber auf dem Weg nach Norden regelmäßig durchfahren. Später wurde das Gebiet während der ersten der Grönlandexpeditionen unter Christian IV. im Jahr 1605 von James Hall und John Cunningham angefahren. Sie ankerten mit ihren Schiffen wahrscheinlich bei Itilleq. 1606 erreichte eine weitere Expedition unter Godske Lindenov das Gebiet. Bei einer letzten Expedition im Jahr 1612 wurde Hall von den Grönländern ermordet. Zwischen 1652 und 1655 wurde Itilleq auch von David Danell angefahren. Lourens Feykes Haan beschrieb Anfang des 18. Jahrhunderts die Insel Zuydbay (Ukiivik) und den Fjord Rommelpotten (Nassuttooq).
Nachdem 1721 die Kolonialisierung Grönlands durch Dänemark begonnen hatte, wurde nach Håbets Ø eine Loge im Sommer 1724 in Nipisat gegründet, wo schon lange zuvor hamburgische Walfänger tätig waren. Im Sommer 1725 ließen holländische Walfänger die Loge jedoch abbrennen. Im Sommer 1728 – zu diesem Zeitpunkt gab es immer noch nur eine Kolonie im Land – wurde Nipisat mit größerer Verteidigung neu errichtet. Der Walfang stellte sich jedoch wider Erwarten als erfolglos heraus. 1731 ließ der neue König Christian VI. die Kolonialisierung Grönlands aufgeben und so wurden im Juli 1731 alle Dänen abgezogen. Nur einen Monat später brannten die Holländer Nipisat erneut ab.

### 18. und 19. Jahrhundert
1756 wurde in Ukiivik die Kolonie Holsteinsborg gegründet. Auch dort handelten bis dahin holländische Walfänger mit den Grönländern. 1759 wurde in Asummiut eine Missionsloge gegründet. 1760 wurde die Kolonie in die Nähe von Asummiut, nach Sisimiut versetzt. 1764 wurde auch die Mission nach Sisimiut verlegt.
Die grönländische Bevölkerung zu Beginn der Kolonialzeit war hauptsächlich mit dem Walfang beschäftigt. Als die Zahl der Wale zurückging, zogen auch viele Grönländer fort, die meisten nach Norden in die Diskobucht, wo sie Familie hatten. Egill Þórhallason nannte in den 1770er Jahren einen verlassenen Wohnplatz auf der Insel Maniitsorsuaq und einen auf der Insel Uummannaarsussuaq.
Wie meist in Grönland war die Bevölkerung schon Anfang des 20. Jahrhunderts genetisch sehr vermischt. Wahrscheinlich gab es keine reinen Inuit mehr. Dies war der vergleichsweise hohen Zahl europäischer Kolonialisten geschuldet, die von Anfang an in die grönländischen Familien einheirateten. Bis Ende des 18. Jahrhunderts waren alle Grönländer getauft.
1773 kam es zu einer Epidemie, der zahlreiche Grönländer zum Opfer fielen. 1778 wurde mit Qerrortusoq ein zweiter Ort im Kolonialdistrikt gegründet. 1788 lebten 353 Menschen im Kolonialdistrikt. 1789 wurde die Walfängerloge selbstständig. 1801 kam es zu einer weiteren Pockenepidemie, die aus Aasiaat eingeschleppt worden war. Zu diesem Zeitpunkt lebten 400 Menschen im Kolonialdistrikt. Von ihnen starben 357. 17 überlebten die Krankheit und nur 26 Personen hatten sich nicht infiziert. Viele Wohnplätze starben restlos aus, in anderen überlebten nur einige Kinder. Noch Jahre später lagen in den Häusern zahlreiche Skelette, so zum Beispiel in Uummannaarsuk. Während der Epidemie musste auch Qerrortusoq aufgegeben werden, das jedoch bereits kurz darauf als Udsted neugegründet wurde.  Erst Mitte des 19. Jahrhunderts wurden weitere Udsteder errichtet, zuerst in Ukiivik, wo der Garnfang bereits 1845 wieder aufgegeben wurde, dann in Sarfannguit und Itilleq. Bis 1850 war die Einwohnerzahl auf 752 Personen angestiegen. Im Winter 1856/57 kam es zu einer Hungersnot, bei der 150 Menschen ums Leben kamen. Kurz darauf zogen viele weitere Personen nach Nordgrönland. 1860 starben rund 100 Personen an einer Erkältungswelle. Bei einer weiteren solchen starben 1864 50 Menschen. Anschließend lebten nur noch 519 Menschen im Kolonialdistrikt.

### Jüngere Geschichte
Der Missionar der Kolonie war ab 1792 auch für den Kolonialdistrikt Sukkertoppen zuständig. Dahingegen war mit kurzer Ausnahme von 1906 bis 1913 der Arzt der Kolonie Sukkertoppen für Holsteinsborg zuständig.
1911 wurde der Kolonialdistrikt in die vier Gemeinden Holsteinsborg, K'errortussoĸ, Sarfánguaĸ und Itivdleĸ geteilt. Diesen Gemeinden waren im Jahr 1918 insgesamt fünf Wohnplätze untergeordnet. Im Kolonialdistrikt lebten zu diesem Zeitpunkt 776 Personen. Bei der Verwaltungsreform 1950 wurde der Kolonialdistrikt zur Gemeinde Sisimiut.

## Orte
Folgende Orte lagen im Kolonialdistrikt Holsteinsborg:
- Akulleq
- Asummiut
- Avalleq
- Eqalugaarsuit
- Ikerasaarsuk
- Ikerasak
- Illorsuatsiaat
- Isortoq
- Itilleq
- Kaaffik
- Kangerlussuaq
- Qerrortusoq (inkl. Assaqutaq)
- Saqqaq
- Saqqarliit
- Sarfannguit
- Sisimiut
- Timerliit
- Utoqqaat
- Uummannaarsuk